# 노르트빈트 작전
노르드빈트 작전(독일어: Unternehmen Nordwind)은 프랑스의 1944년 12월 31일에서 1945년 1월 25일 사이에 알자스 로렌에서 일어난 2차대전의 작전이다.

## 목표
알데르호스트의 군사 복합 시설에서 아돌프 히틀러는 1944년 12월 28일 그의 사단에게 간단한 연설을 했다. "이 공격은 분명한 목적이 있다. 적 병력을 분쇄하는 것이다. 무엇이 중요한 지는 상관 없다. 적을 발견하는대로 사살하는 것이 문제이다.":499 그가 말했듯, 작전의 목표는
미국 제7군과 프랑스 제1군이 주둔한 알자스 평원과 보주산맥에서 적의 방어선을 돌파하여 이들을 격멸하는 것이었다. 자나르츠 작전을 위해 돌파로를 만드는 것이었는데, 자나르츠 작전은 미국 제3군의 측방을 돌파하는 작전이었다.:494

## 같이 보기
- 플라텐지 공세